# Shoko Nakajima
Shoko Nakajima  (中島翔子 Nakajima Shoko, nacida el 19 de julio de 1991) es una luchadora profesional japonesa. Nakajima trabaja para Tokyo Joshi Pro Wrestling, promoción hermana de DDT Pro-Wrestling, donde es una de las luchadoras más populares.
Es conocida por sus apariciones en Chikara, Consejo Mundial de Lucha Libre, DDT Pro-Wrestling y All Elite Wrestling.

## Carrera

### Tokyo Joshi Pro Wrestling (2013-presente)
Hizo su debut en el ring con Miyu Yamashita contra Chikage Kiba y KANNA en un dark match del evento "DDT World Expo-Progress and Harmony in pro wrestling" celebrado en el Ryogoku Kokugikan el 17 de agosto de 2013.
El 8 de agosto de 2015 derrota a Akane Miura para ganar la Tokyo Princess Cup. 
El 4 de enero de 2016 en el mayor espectáculo de TJP hasta la fecha, en el Korakuen Hall de Tokio, Shoko apuesta por el título recién establecido Princess of Princess Chamopionship, enfrentándose a Miyu Yamashita pero cayendo derrotada. Algún tiempo después, Nakajima se asoció con Yuka Sakazaki para derrotar a Maho Kurone y Rika Tatsumi, coronándose como las primeras Princess Tag Team Champions.
El 3 de mayo de 2019 en Yes! Wonderland 2019 (Opportunity Is There), Nakajima derrotó a Miyu Yamashita para ganar el Princess of Princess Championship
El 1 de septiembre de 2019 en el evento The Mountain Top, Shoko retuvo el Princess of Princess Championship frente a Mizuki.

### All Elite Wrestling (2019, 2020)
El 13 de julio de 2019, Nakajima hizo su aparición especial en All Elite Wrestling en el evento Fight for the Fallen, donde se uniría con Bea Priestley para derrotar a Dr. Britt Baker D.M.D. y Riho. El 11 de febrero de 2020, Nakajima hizo su regreso en el episodio de Dark siendo derrotada ante la Campeona Mundial Femenil de AEW Riho en una lucha no titular.

### Consejo Mundial de Lucha Libre (2019)
El 9 de noviembre de 2019, Nakajima hizo su debut en el Consejo Mundial de Lucha Libre (CMLL) donde se uniría con La Jarochita y Sanely cayendo derrotadas contra Dalys la Caribeña, La Amapola y Reyna Isis.

## Campeonatos y logros
- DDT Pro-Wrestling
  - Ironman Heavymetalweight Championship (1 vez)

- Tokyo Joshi Pro Wrestling
  - (Tokyo) Princess of Princess Championship (2 veces, actual)
  - Tokyo Princess Tag Team Championship (1 vez) – con Yuka Sakazaki
  - Tokyo Princess Cup (2015)